# 普馬瓦因山 (瓦良卡區)
10°00′06″S 76°51′42″W / 10.00167°S 76.86167°W
普馬瓦因山（Puma Wayin），是秘魯的山峰，位於該國北部安卡什大區，由博洛涅西省的瓦良卡區負責管轄，屬於安地斯山脈的一部分，海拔高度4,400米。